# Hohenzollerisches Landesmuseum

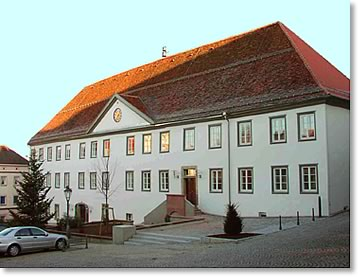
Das Alte Schloss in Hechingen beherbergt das Hohenzollerische Landesmuseum

Das Hohenzollerische Landesmuseum ist ein kultur-, kunst- und landeshistorisches Museum in Hechingen im Zollernalbkreis in Baden-Württemberg, Deutschland. Es dokumentiert die Geschichte und Kunstgeschichte der Grafschaft Hohenzollern, der Fürstentümer Hohenzollern-Hechingen und Hohenzollern-Sigmaringen sowie der preußischen Provinz Hohenzollerische Lande.

## Geschichte der Sammlung
Die reichen Bestände des Museums gehen zurück auf die seit 1896 aufgebaute Hohenzollerische Landessammlung und die Tätigkeit des ehrenamtlichen fürstlich-hohenzollerischen Landeskonservators Wilhelm Friedrich Laur. Im Zuge seiner Tätigkeit gelang es ihm, zahlreiche wertvolle, aber gefährdete Kunstschätze aus Kirchen zu retten. Neben Laur war es der fürstlich-hohenzollerische Archivar Karl Theodor Zingeler, der hauptsächlich beim Bau der Hohenzollerischen Landesbahn zahlreiche vorgeschichtliche Funde entdeckte.
Der reiche Bestand dieser Sammlung wurde ab 1920 auf der Burg Hohenzollern ausgestellt und im Laufe der Jahre stetig erweitert. Mit der Auflösung des hohenzollerischen Landeskommunalverbandes 1972 gelangte die Sammlung in den Besitz der Stadt Hechingen und wurde 1974 an ihrem heutigen Standort im Alten Schloss in Hechingen ausgestellt. Nach der Generalsanierung des Gebäudes konnte die völlig neu gestaltete ständige Ausstellung am 11. März 2005 eröffnet werden.

## Die Bestände

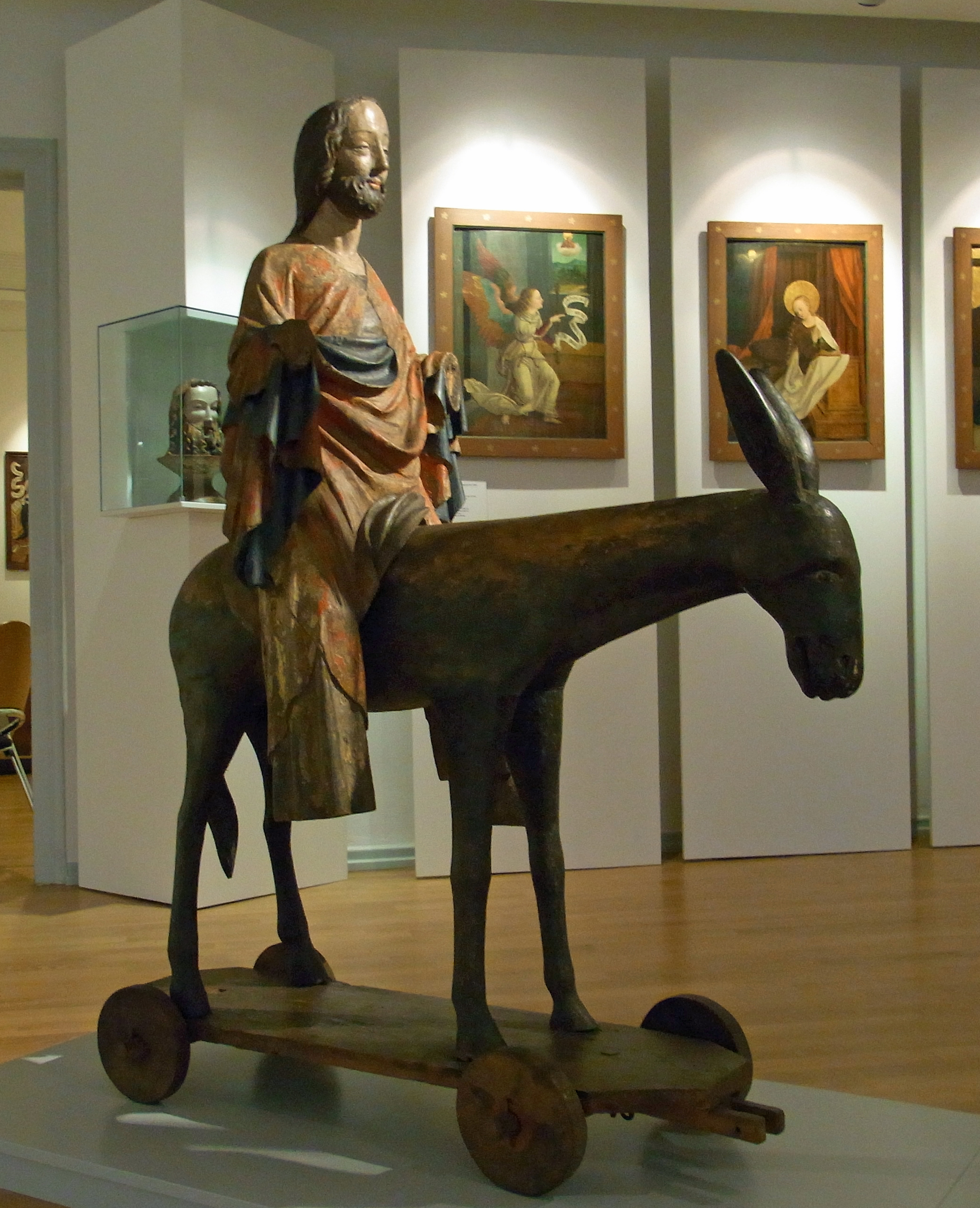
Palmesel, um 1380

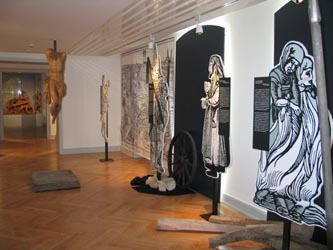
Renaissance-Ausstellung

Die Sammlung umfasst Exponate von der Altsteinzeit bis zum heutigen Tag. So befindet sich das bekannte, außerordentlich reiche bronzezeitliche Doppelgrab aus der Zeit um 1000 v. Chr., welches 1927 in Gammertingen entdeckt wurde, in der Ausstellung. Die kirchliche Kunst ist durch zahlreiche Statuen und Gemälde vertreten. Zu nennen wären hier der so genannte Laizer Apostel (um 1330) oder die berühmten Kreuzwegstationen des Bildhauers Joachim Taubenschmidt (Ende 16. Jahrhundert). Daneben gibt es Gegenstände des Alltags wie Porträts der hohenzollerischen Grafen sowie Möbel oder Geschirr. Audio-visuell präsentiert wird die „Hohenzollerische Hochzeit“ von 1598, eines der glanzvollsten gesellschaftlichen Ereignisse der Renaissance im deutschen Südwesten.